# Lungemboli
Lungemboli är proppar i  artärer eller artärgrenar i lungan. Proppar färdas genom hjärtats högra kammare till lungkretsloppet för att sedan blockera blodflödet i lungorna.

## Orsak
Propp som orsakar lungemboli kan bestå av koagulerat blod, men emboli kan även orsakas av luftbubblor som injiceras intravenöst av misstag eller fettdroppar.

## Riskfaktorer
Ökad risk för lungemboli ses i samband med djup ventrombos, kirurgiska ingrepp, cancersjukdom, övervikt eller fetma, och rökning.

## Symptom
Symptom vid lungemboli är dyspné, bröstsmärtor och pleuristiska bröstsmärtor (smärta att andas), ökad andnings- och hjärtfrekvens, eventuellt med akut debuterande förmaksflimmer eller blodstörtning, sänkt syrgashalt i blodet, höjd koldioxidhalt, sänkt medvetandegrad och ibland hos äldre delirium.

## Undersökning
Hos tidigare friska patienter med misstänkt lungemboli mäts ofta halten av D-dimer i blodet som har en hög känslighet för lungemboli och djup ventrombos. D-dimer kan dock vara falskt positiv. Lungröntgen är vanligen normal. Lungskintigrafi eller datortomografi är idag de vanligaste undersökningarna med likvärdig diagnostisk noggrannhet. Lungskintigrafi kan utföras hos alla patienter medan datortomografi, på grund av nedsatt njurfunktion eller överkänslighet mot kontrastmedlet, inte alltid kan genomföras. På senare år har lungskintigrafi på vissa platser börjat utföras med så kallad tomografisk teknik. Detta har förbättrat diagnostiska prestanda ytterligare. Tidigare användes även pulmonalisangiografi i diagnostiken, men då detta är en invasiv undersökning har användningen minskat. EKG bör tas för att se om det finns tecken på belastning av hjärtat. Vid utbredda lungembolier utförs ibland även ultraljudsundersökning av hjärtat.

## Behandling
Behandlingen syftar till att lösa upp proppen, exempelvis med antikoagulantia. I det akuta skedet kan lungemboli föranstalta syrgas- och smärtstillande behandling.